# Costa d'en Blanes

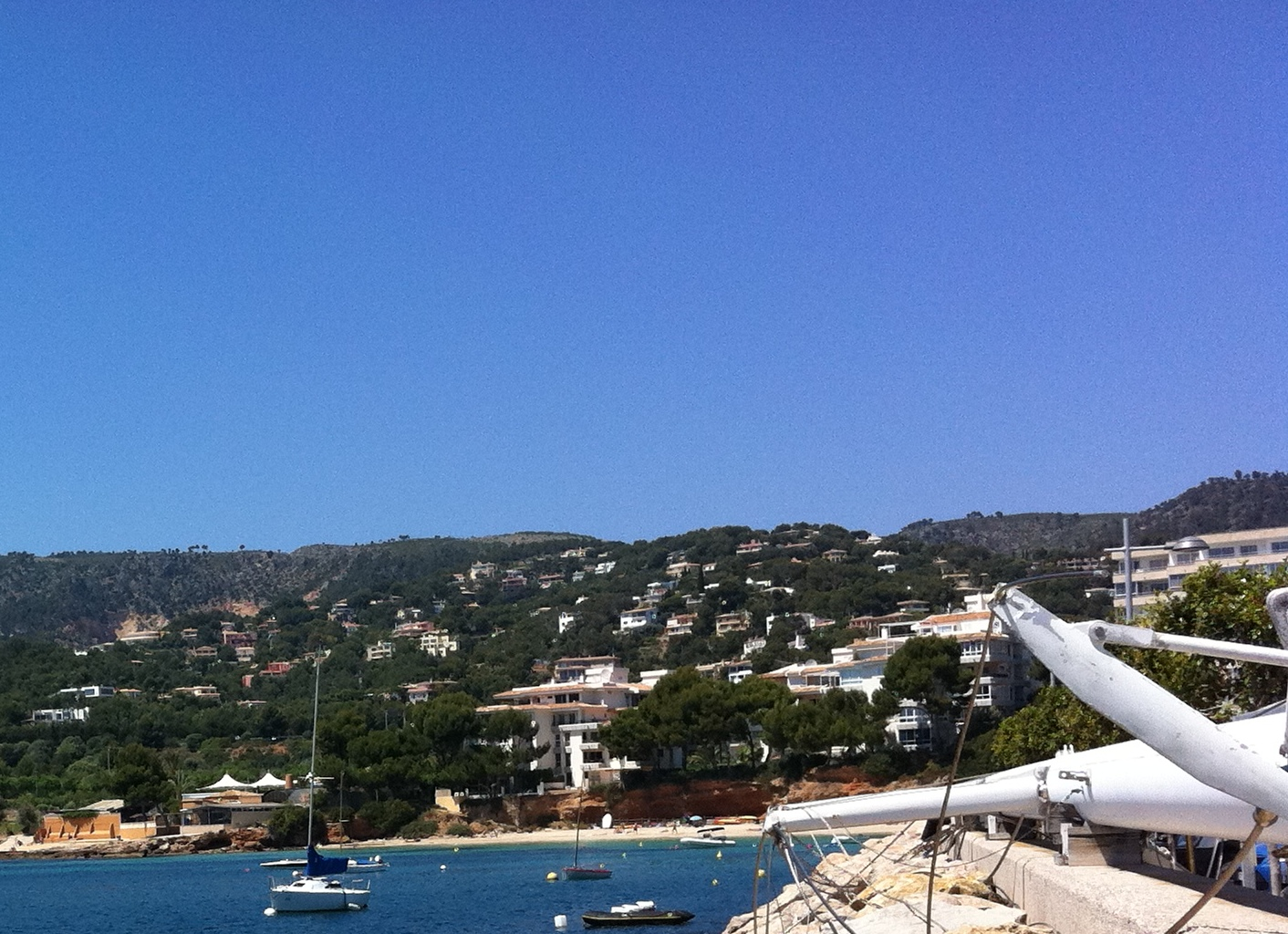
La Costa d'en Blanes vista de Portals Nous

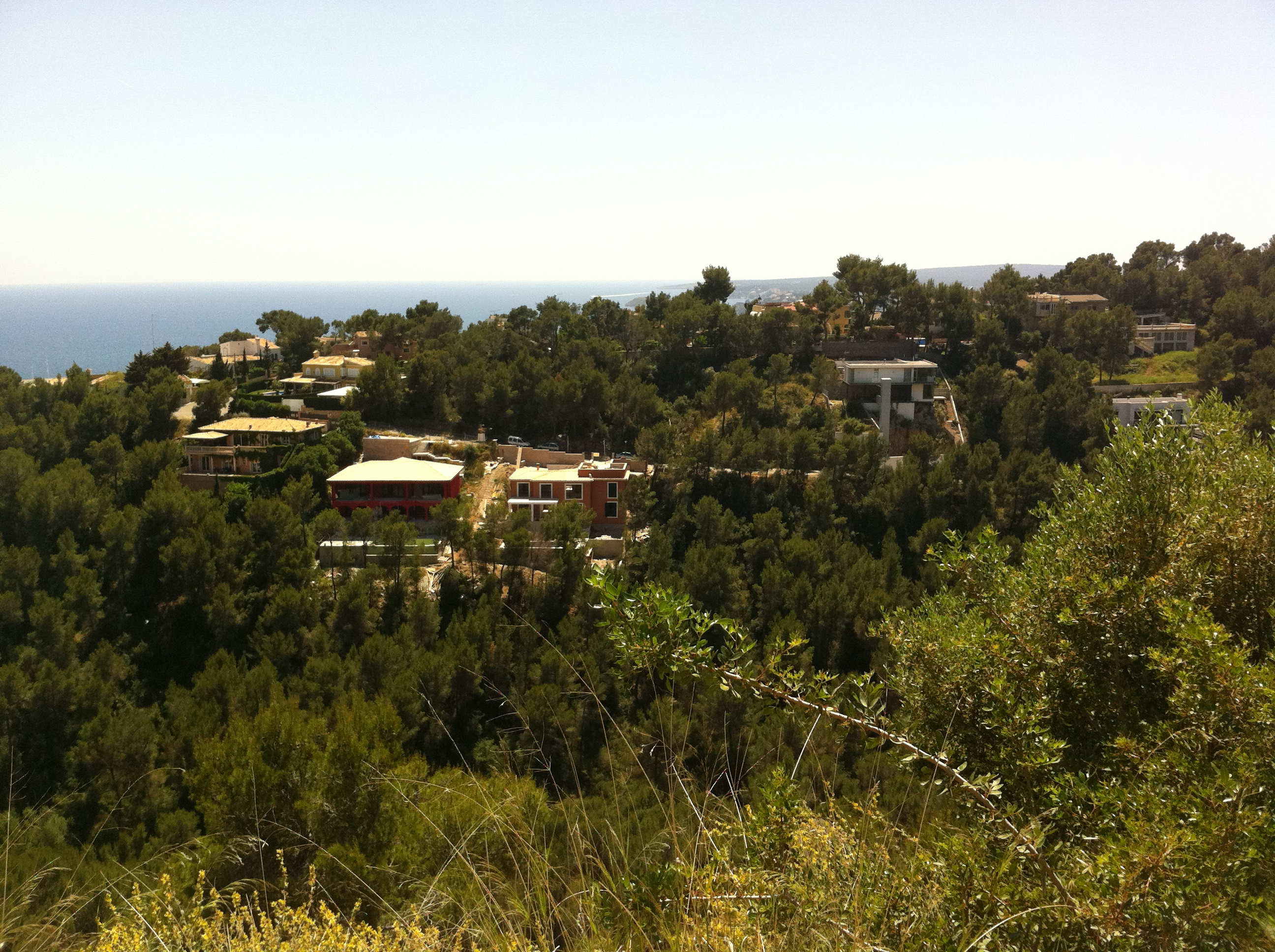
Xalets a la Costa d'en Blanes

La Costa d'en Blanes és una urbanització del terme de Calvià situada al peu de la Serra de na Burguesa i davant Portals Nous. Rep aquest nom en referència a la família propietària dels terrenys, que avui encara manté una possessió als terrenys situats a l'oest de Palma. És una zona prestigiosa amb 450 xalets residencials repartits al llarg dels pujols de Portals. Molts dels noms dels carrers són de la família dels Blanes.
El carrer principal és l'avinguda de Tomàs Blanes Tolosa, el nom del pare, i recorre el pujol carrer cap amunt desembocant a la plaça de Dolores Nouvilas, el nom de la mare. D'aquests dos carrers s'accedeix a nou carrers que duen el nom dels fills, com ara el carrer de Sant Eduard, el carrer de Sant Rafel i el carrer de Santa Lavínia. A la part interior de la costa d'en Blanes, davant la mar, s'hi troba una platja gran i segura, sovintejada per famílies, i un club de tenis amb diverses pistes al costat del conegut Mood Beach & Restaurant. També, a prop de la mar, hi ha edificis amb apartaments, un hotel i Marineland Arxivat 2017-02-28 a Wayback Machine., un parc aquàtic i zoològic que ofereix un espectacle, internacionalment premiat, amb dofins i lleons marins.